# André Kauffer
André Kauffer, nato Marie Victor Kauffer (Nancy, 24 luglio 1867 – Nancy, 1937), è stato un orafo francese  esponente della Scuola di Nancy.
Nato col nome di Marie Victor Kauffer adottò il nome di André, probabilmente per distinguersi da suo padre, Victor Kauffer nato nel 1826, anch'egli orafo a Nancy. Era discendente da una lunga dinastia di orafi in quanto suo nonno, Ferdinand Kauffer (1782-1856), aveva esercitato la sua arte a Pont-à-Mousson e poi a Nancy dove si era trasferito nel 1818. Il suo bisnonno, Etienne Kauffer (1752-1812), era stato anch'egli orafo a Pont-à-Mousson. Suo cugino, il generale Paul Kauffer, si era in gioventù occupato di disegno e pittura all'acquerello con buoni risultati.

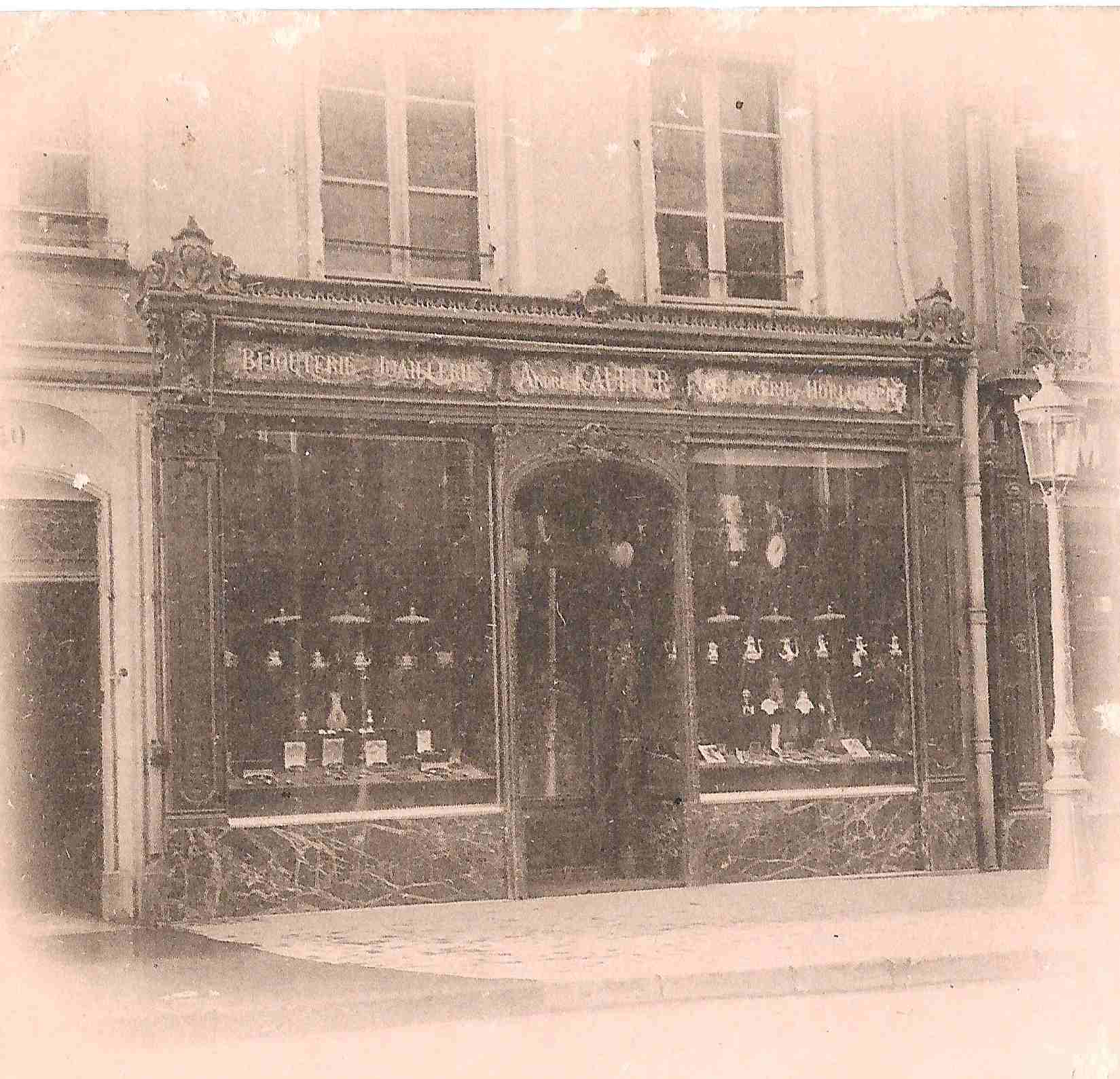
Bigiotteria A. Kauffer, 40 rue Saint-Dizier a Nancy (cartolina postale del 1901)

## Biographie
André Kauffer lavorò per un certo tempo con suo fratello Ferdinand Kauffer, di quindici anni più grande, morto prematuramente nel 1891. Da allora portò avanti da solo ciò che a volte era indicata come la "Casa Kauffer", che corrispondeva al suo laboratorio e al negozio di 40 Rue Saint-Dizier Nancy prima chiamata la via degli Orefici. Così leggiamo nella edizione del 1º dicembre 1907 de L'immeuble et la construction dans l'Est: "Nel corso degli ultimi cinquant'anni, la strada di Saint-Dizier è stata giustamente chiamata la via degli Orefici. I nostri gioiellieri e bigiottieri moderni, i nostri orologiai di lusso, infatti, si sono raggruppati, e le vetrine di Daubrée, Rolin, Bossert, Lava, Kauffer, Suisse, Tuffier & Monnot, Prevost & Davoust, Houdelot e Braun ecc, hanno continuato ad attrarre i passanti stupiti."

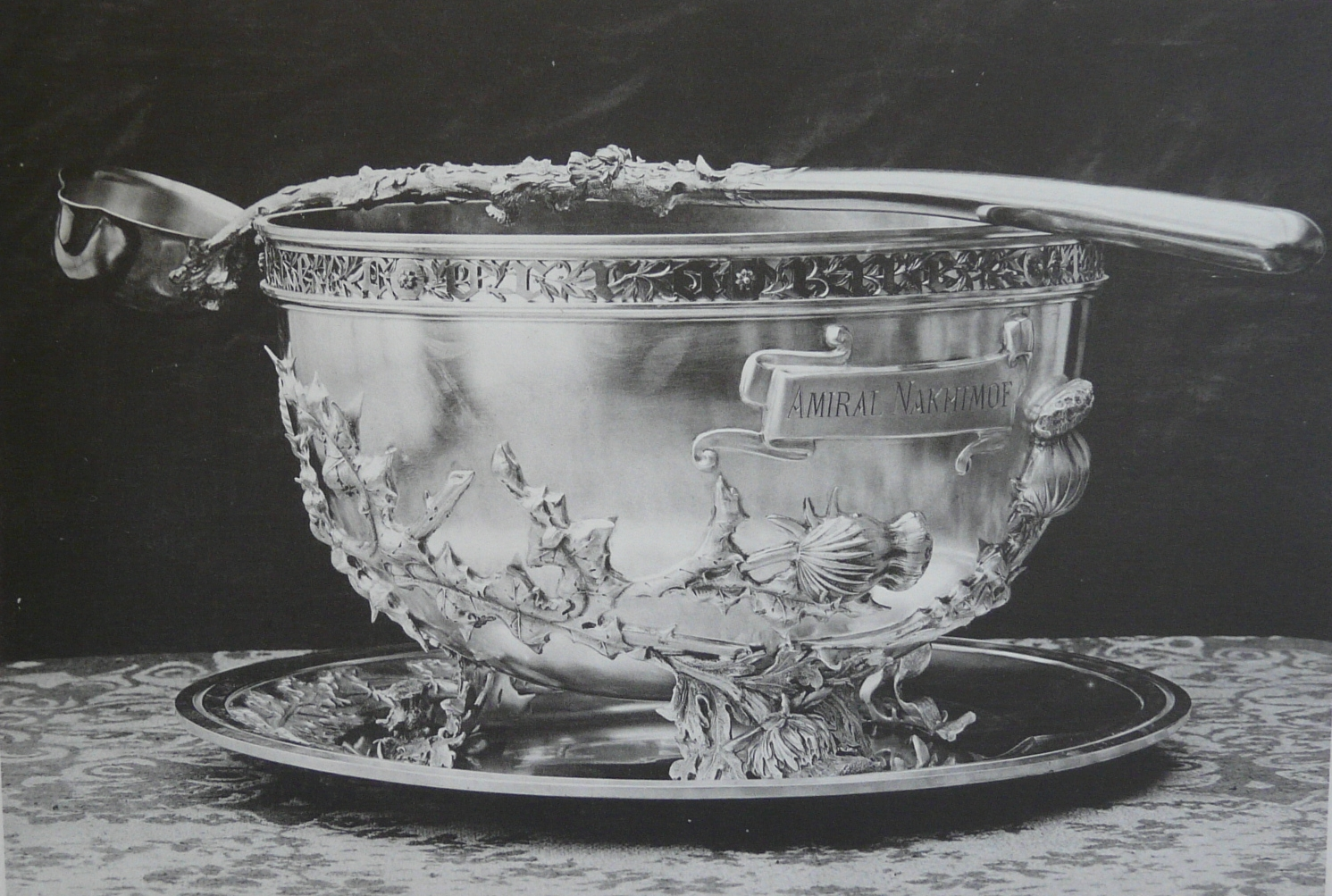
Ciotola per il punch di André Kauffer (1893) realizzata per la visita della squadra navale russa.

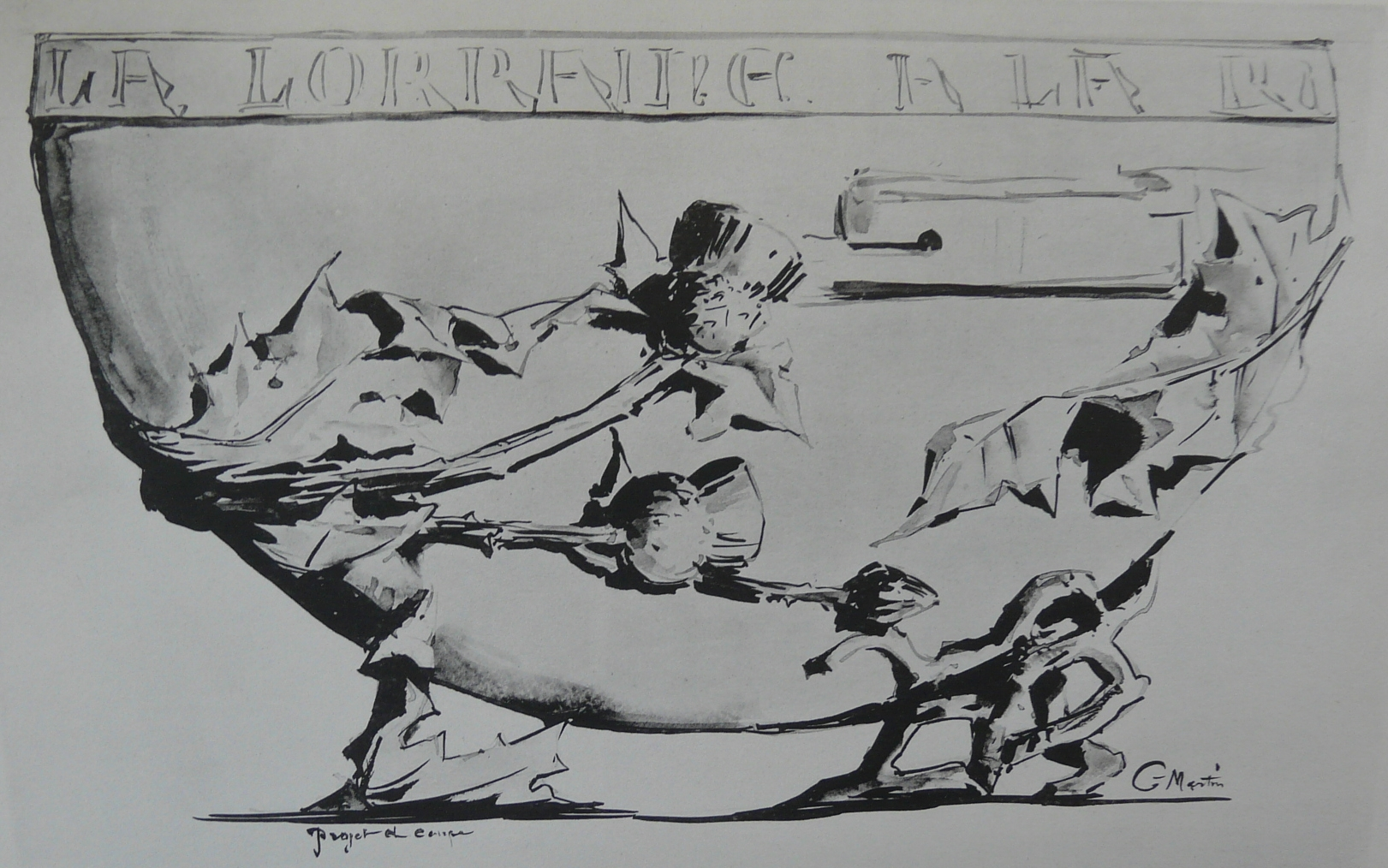
Progetto di Camille Martin per la realizzazione di una ciotola per il punch realizzata da André Kauffer.

Nel 1893 partecipò alle manifestazioni realizzate in Lorena in occasione della visita della squadra navale russa, per celebrare l'amicizia franco-russa. Fra i regali offerti dalla Lorena figurava, per ciascuna nave russa, un servizio da punch, composto da una ciotola, da un piatto da portata, da un mestolo in argento e da una serie di coppe in vetro. Le coppe vennero realizzate dai fratelli Daum. Le ciotole erano di due tipi, il primo realizzato da André Kauffer e il secondo dalla casa Daubrée. Camille Martin realizzò il disegno delle ciotole realizzate da André Kauffer; erano destinate alle due più grandi navi da battaglia della flotta: l'Empereur Nicolas Ier e l'Amiral Nakhimoff. La ciotola emisferica era posta su un ciuffo di cardi in rilievo le cui foglie aderivano alle pareti e le cui radici fungevano da sostegno.
Nel 1894 André Kauffer partecipò alla famosa mostra di arti decorative tenutasi alla Galleria Poirel a Nancy e organizzata da Charles André. Un rapporto del tempo recita: "Per quanto riguarda il signor Kauffer, la vetrina scintilla all'ingresso della galleria centrale, non si sa cosa ammirare prima, se i gioielli tempestati di gemme, i vasi cerchiati d'oro, i gioielli con smalti, le perle incastonate o i diamanti che brillano sui gioielli finemente lavorati. Ma soprattutto una caraffa e delle torce Luigi XV, un vassoio in argento, traforato e decorato con smalti di Mayer, un messale con angoli dorati e ferri battuti che sono veri capolavori".
Nel 1897 fu uno dei firmatari della risposta dei principali leader del settore in Lorena all'indagine della Scuola di Belle Arti di Nancy, che stava cercando di riformarsi. Chiesero la creazione di una sezione di arti applicate nel settore dell'oreficeria come c'erano già pittura, architettura, scultura e modellazione.
Quando venne creata l'Associazione de l'École de Nancy o Alliance Provinciale des Industries d'Art, il 13 febbraio 1901, da Émile Gallé, Victor Prouvé, Louis Majorelle, Antonin Daum e Eugène Vallin, André Kauffer fu l'unico gioielliere a far parte del comitato direttivo.
Fu il padre di André Kauffer (1893-1977) pittore e orafo.

## Opere
Le produzioni di Andrew Kauffer si distinguono per la qualità e la morbidezza delle sculture. Le sue composizioni imitano forme vegetali, con una predilezione particolare per il cardo di Lorena, che adorna anche la sua carta intestata. Realizzò bracciali, spille, ciondoli e orecchini. Alcune opere, probabilmente le più tardive, sono molto meno figurative con forme vegetali altamente stilizzate, angolose e ricordanti l'Art déco.
André Kauffer realizzò anche una produzione più tradizionale di posate da tavola (coltelli ornati di perle, servizi per caramelle).

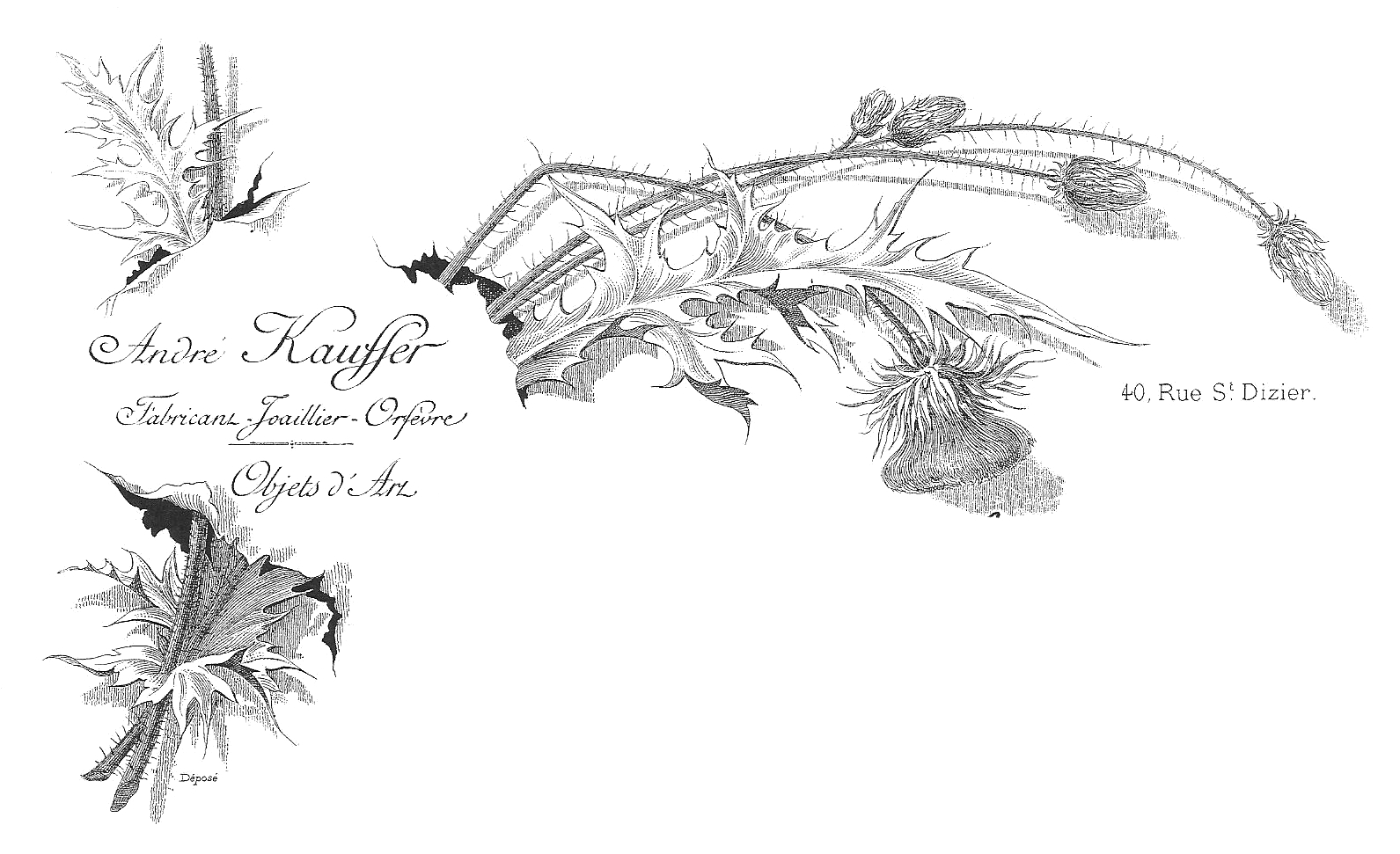
Carta da lettere intestata di André Kauffer

Molti pezzi di André Kauffer vennero messi in mostra all'espozizione della «Ecole de Nancy, 1889-1909. Art nouveau et industries d'art»: 
- brocche con cardi, in argento, conservate al museo de l'École de Nancy e in alcune collezioni;
- l'anello d'oro della moglie di Émile André, architetto della Scuola di Nancy, che era sua nipote: Jeanne Bournique, figlia di Camille e Marie Antoinette Fanny Kauffer (collezione privata);
- una brocca in oro ornata di perle (collezione privata);
- una brocca Œillet conservata al musée des Arts décoratifs a Parigi;
- un portacarte Glycine in argento e avorio, conservato al musée de l'École de Nancy;
- un piatto dorato con smalti, nella collezione di Robert A. Zehil a Monaco.